# 沖縄県道224号具志川環状線
沖縄県道224号具志川環状線（おきなわけんどう224ごう ぐしかわかんじょうせん）は沖縄県うるま市安慶名を起終点とする一般県道。

## 概要

### 路線データ
- 起点/終点：うるま市字安慶名（沖縄県道8号線）
- 総延長：16.23km（2009年）
- 実延長：15.9km（2009年）

## 歴史・特徴
- 1980年（昭和55年）、ルートに当たる具志川市（現うるま市）・沖縄市の各市道を昇格・指定される。当時から一部の区間を除き険道状態で舗装はされても道幅が狭く、道路状況はよくなく、どこまで（から）が県道が不明瞭だった（既存の市道のつなぎ合わせで指定されたため）。そのためバイパスなどの道路改良が1983年（昭和58年）から行われ、2017年（平成29年）に全線開通した。

　一方で旧道に当たる箇所は都市圏内でありながら、一方通行路や遊歩道、対面通行の厳しい5m幅道路など、現在でも険道の名に相応しい箇所が散見される。

## 地理

### 通過する自治体
- うるま市・沖縄市

### 交差する道路
- 沖縄県道8号線（現道 - 起終点 - うるま市安慶名交差点・うるま市田場、バイパスのみうるま市川崎）
- 沖縄県道36号線
  - 県道36号現道（うるま市兼箇段・喜屋武）
  - 県道36号バイパス（現道 - うるま市兼箇段・喜屋武、バイパスのみ沖縄市登川）
- 沖縄県道16号線（現道 - うるま市赤道・宮里、バイパスのみ沖縄市知花）
- 沖縄県道85号沖縄環状線（沖縄市松本・うるま市江洲）
- 沖縄県道75号沖縄石川線（沖縄市美原・うるま市天願）
- 沖縄県道10号伊計平良川線（うるま市上江洲）

### 重複区間
- 沖縄県道8号線（起終点 - うるま市安慶名交差点・現道のみ）
- 沖縄県道75号沖縄石川線（うるま市天願 - 安慶名交差点・現道のみ）

### 路線バス
- 27番・屋慶名（大謝名）線（沖縄バス） うるま市田場 - 沖縄市宮里（具志川高校前経由のみ）
- 63番・謝苅線（琉球バス交通）　沖縄市知花法務局入口交点 - 美原
- 90番・知花（バイパス）線　うるま市田場ザ・ビッグ前交点 - 田場交差点
- 263番・謝苅おもろまち線（琉球バス交通）　沖縄市知花法務局入口交点 - 美原
- 110番・長田具志川線（琉球バス交通）　うるま市田場ザ・ビッグ前交点 - 沖縄市宮里
- 沖縄市循環バス
  - 北部ルート　沖縄市登川 - 松本
  - 中部ルート　沖縄市松本 - 美原

### 主要施設
- 安慶名城跡（うるま市安慶名）
- 米軍基地
  - キャンプ・マクトリアス（うるま市川崎・西原）
  - キャンプ・コートニー（うるま市天願）
- 那覇地方裁判所沖縄支部（沖縄市知花）
  - 那覇家庭裁判所沖縄支部
  - 沖縄簡易裁判所
- 那覇地方法務局沖縄支部（同）
- 沖縄県中部福祉保健所（沖縄市美里）
- 沖縄県中部合同庁舎（沖縄市美原）
  - 中部土木事務所
  - コザ県税事務所
- 沖縄美里郵便局（沖縄市東）
- サンエー具志川メインシティ(うるま市江洲)
- うるま市民芸術劇場（うるま市仲嶺）
- 沖縄県立高等特別支援学校(うるま市田場)
- 具志川バスターミナル（うるま市田場）